# Rhinolophus clivosus
Rhinolophus clivosus är en fladdermusart som beskrevs av Philipp Jakob Cretzschmar 1828. Rhinolophus clivosus ingår i släktet hästskonäsor, och familjen Rhinolophidae. IUCN kategoriserar arten globalt som livskraftig.

## Underarter
Catalogue of Life samt Wilson & Reeder (2005) skiljer mellan 7 underarter:
- Rhinolophus clivosus clivosus Cretzschmar, 1826
- Rhinolophus clivosus acrotis Heuglin, 1861
- Rhinolophus clivosus augur K. Andersen, 1904
- Rhinolophus clivosus brachygnathus K. Andersen, 1905
- Rhinolophus clivosus keniensis Hollister, 1916
- Rhinolophus clivosus schwarzi Heim de Balsac, 1934
- Rhinolophus clivosus zuluensis K. Andersen, 1904

## Beskrivning
Arten har en mjuk päls som är övervägande ljusgrå, med en del brunaktiga partier kring ansiktet. Som alla hästskonäsor har arten flera hudflikar kring näsan. Flikarna brukas för att rikta de överljudstoner som används för ekolokalisation. Till skillnad från andra fladdermöss som använder sig av överljudsnavigering produceras nämligen tonerna hos hästskonäsorna genom näsan, och inte som annars via munnen. Hudflikarna hos denna art är sparsamt täckta med hår. Öronen är stora och ljust gråbruna, medan ögonen är mycket små. Arten är medelstor, med en kroppslängd mellan 7,2 och 9,7 cm, inklusive den 2,5 till 3,2 cm långa svansen, en vingbredd på omkring 33 cm, och en vikt på omkring 18 g. Honorna väger i genomsnitt mer än hanarna, men annars har inga könsskillnader rapporterats.
Frekvensen på ekolokalisationslätet varierar: I Sydafrika har frekvenser mellan 84 och 92 kHz uppmätts, i Jordanien 72 till 85 kHz, och i Moçambique 80 till 81 kHz.

## Utbredning
Arten lever med flera från varandra skilda populationer i norra, östra och södra Afrika samt på Arabiska halvön norrut till Israel och Jordanien.

## Ekologi
Habitatet varierar mellan savanner och andra gräsmarker, skogar, buskskogar och halvöknar. Individerna söker daglega i grottor, bergssprickor, övergivna gruvor och byggnader. På sovplatserna samlas fladdermössen i stora kolonier, som kan omfatta mer än 200 djur (i Västra Kapprovinsen i Sydafrika har kolonier om 10 000 individer konstaterats). Som de flesta andra fladdermöss är arten nattaktiv. Flykten är låg mad en höjd över marken på 0,6 till 1 m, och arten fångar framför allt insekter som långhorningar, nattfjärilar och gräshoppor.
I de mera tempererade delarna av utbredningsområdet sover arten vintersömn, och förbereder sig för denna genom att äta sig fet under sommaren. Under vintersömnen faller djuren i dvala, med en hjärtrytm som kan reduceras ända ner till två slag per minut.
I Sydafrika parar sig djuren i maj. Befruktningen är emellertid fördröjd, honan sparar hanens sperma i sin kropp, och den egentliga befruktningen sker inte förrän i augusti. I december föder honan en ensam unge.